# Guerra de trinxeres
La guerra de trinxeres o guerra de posicions és un tipus de guerra terrestre que utilitza línies ocupades que comprenen principalment trinxeres militars, en què les tropes estan ben protegides del foc d'armes petites de l'enemic i estan substancialment protegides de la artilleria. Va sorgir a partir d'una revolució a les armes de foc. La guerra de trinxeres s'associa típicament amb la Primera Guerra Mundial (1914-1918), quan la «cursa del mar» va expandir ràpidament l'ús de trinxeres al front occidental a partir de setembre de 1914.2 Altres conflictes destacables en què es van donar guerra de trinxeres van ser la guerra de Secessió (1861-1865), la guerra russojaponesa (1904-1905) o la guerra entre l'Iran i l'Iraq (1980-1988).
La guerra de posicions va proliferar quan una revolució en la potència de foc no va anar acompanyada per avenços similars en la mobilitat, cosa que va resultar en una forma de guerra extenuant en què el defensor tenia l'avantatge.3 En el front occidental el 1914- 1918, ambdós bàndols van construir elaborats sistemes de trinxeres, subterranis i refugis oposats entre si al llarg d'un front, protegits de l'assalt per filferro de pues. L'àrea entre línies de trinxeres oposades (coneguda com a «terra de ningú») estava totalment exposada al foc d'artilleria dels dos costats. Els atacs, fins i tot si tenien èxit, sovint van patir greus baixes.
El desenvolupament de la guerra blindada i les tàctiques d'armes combinades va permetre eludir i derrotar les línies estàtiques, cosa que en general va provocar el declivi de la guerra de posicions després de la Primera Guerra Mundial.

Després de la Primera Guerra Mundial, la guerra de trinxeres es va convertir en sinònim d'estancament, guerra de desgast, setges i atacs inútils en els conflictes.

Trinxera britànica vora la carretera d'Albert a Bapaume, a Ovillers-la-Boisselle, durant la batalla del Somme (juliol de 1916), ocupada pels homes de l'onzè batalló del regiment de Cheshire.

## Orígens
En aquest entorn, les trinxeres podien evitar el moviment de l'enemic atacant i proporcionaven un avantatge psicològic a les tropes que les ocupaven. D'aquesta manera, per exemple, es convertí en pràctica habitual que les legions romanes formessin trinxeres al voltant dels seus campaments cada nit. Un campament fortificat resultava molt difícil d'assaltar amb tota una legió al seu interior i si un comandant romà no desitjava enfrontar-se a l'enemic, sovint podia romandre al campament fins que aquell hagués d'abandonar els intents d'atac.
D'altra banda, la majoria de les tècniques utilitzades en la guerra de trinxeres havien existit ja molts anys abans per als setges. La innovació fou la utilització d'aquestes tècniques en camp obert entre dos exèrcits. A la Guerra de les Gàl·lies, Juli Cèsar descriu com les legions van aixecar dues immenses parets fortificades al voltant de la ciutat durant la batalla d'Alèsia. La muralla interna, d'uns 16 km, mantenia Vercingetòrix i les seves forces dins de la ciutat, mentre que la muralla externa els protegia dels reforços, que els superaven en nombre i tractaven de trencar el setge. Els romans van aconseguir mantenir les seves posicions entre les dues parets; i els gals finalment es van rendir una vegada que els seus reforços van ser derrotats per Cèsar. Tucídides descriu un setge similar, encara que sense èxit, a Siracusa per part dels atenesos durant la Guerra del Peloponès.
Una vegada que es van inventar les armes de foc, les tècniques de setge van anar evolucionant fins a convertir-se en el ritual denominat siège en forme. L'exèrcit atacant envoltava una ciutat i després demanava a la ciutat que es rendís. Si responien negativament l'exèrcit envoltaria la ciutat amb fortificacions temporals per impedir contraatacs de l'exèrcit defensor i l'arribada de reforços. Els atacants llavors construirien una sèrie de trinxeres, paral·leles a les defenses, i justament a la distància de l'artilleria defensiva. Llavors construïen una trinxera en direcció a la ciutat fent un recorregut en ziga-zaga, per evitar que quedés exposada al foc enemic. Una vegada estigués dins de l'abast de l'artilleria es cavaria una altra trinxera paral·lela amb emplaçaments per a canons. Si fos necessari s'utilitzaria la primera artilleria com a cobertura, i el procés es repetiria fins queque els canons fossin prou a prop com per encertar de ple i obrir una bretxa a les fortificacions. D'aquesta forma, les tropes d'avançada i les de suport podrien aproximar-se prou com per aprofitar la bretxa, alhora que el procés es repetia per diversos punts. Després de cada pas del procés els assaltants comminarien els defensors a rendir-se, però una vegada que les tropes haguessin assolit amb èxit la ciutat a través d'alguna bretxa, els defensors no podrien esperar cap pietat.

## Desenvolupament

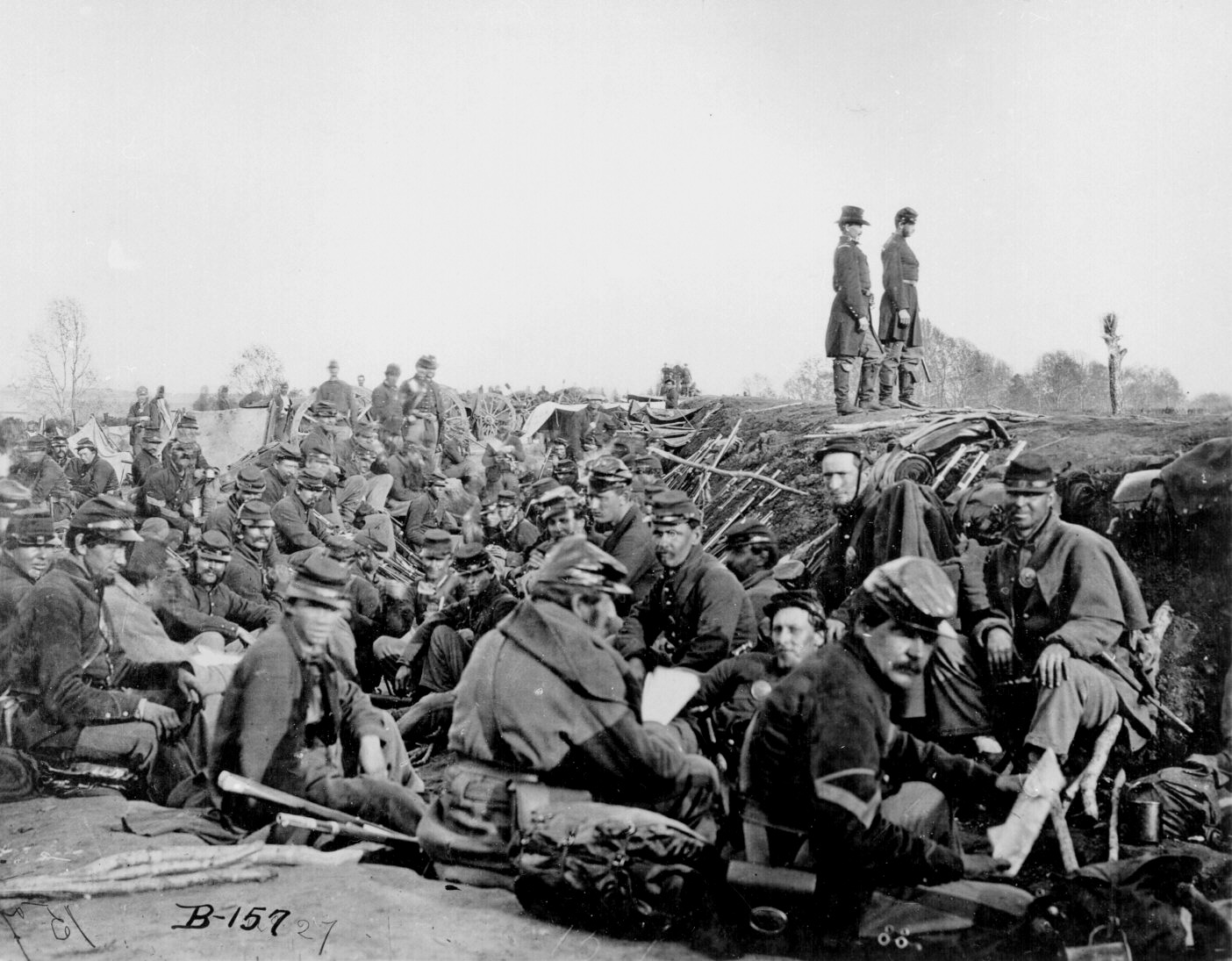
Soldats de l'exèrcit del Potomac atrinxerats abans de la segona batalla de Fredericksbrug, durant la Guerra Civil Americana (maig de 1863).

El primer desenvolupament important per a l'aparició de la guerra de trinxeres va ser la introducció dels exèrcits de reclutament massiu, que van aparèixer amb la Revolució Francesa i en les Guerres Napoleòniques. Abans d'això, els exèrcits consistien en un petit nombre de tropes que eren incapaces de defensar un ampli territori durant molt temps. Les batalles eren breus, o degeneraven en guerres de setge. L'aparició dels grans exèrcits va fer molt més difícil que un pogués sobrepassar el flanc de l'altre, tot i que encara podia aconseguir-se, mitjançant càrregues de cavalleria i infanteria, que un d'ells acabés trencant la formació de l'altre a través d'un assalt directe. Un exemple de línia militar fortificada que s'allargava durant molts quilòmetres eren les Línies de Torres Vedras, construïdes pels portuguesos sota la direcció dels enginyers de l'exèrcit britànic, durant la campanya peninsular contra Napoleó Bonaparte.
La guerra de trinxeres no era exclusiva d'Europa. Els maoris de Nova Zelanda havien construït estacades anomenades pā sobre turons i tancant petites penínsules abans del contacte amb europeus. Són fortificacions semblants a les de l'edat del ferro europeu, presents a les cultures de Hallstatt i de La Tène. Quan els maoris es trobaren amb els britànics, desenvoluparen les pā en un sistema de defensa amb trinxeres, caus i posicions fortificades molt efectiu. Durant les Guerres Neozenlandeses les pā modernes nuetralitzaren de forma eficient la gran superioritat britànica en nombre i en tecnologia. A Ohaeawai Pā l'any 1845, a Rangiriri el 1864 i a Gate Pā també el 1864, les forces colonials britàniques descobriren que un atac frontal sobre una pā ben defensada era inefectiu i terriblement costós.
El que va fer que la tàctica dels atacs frontals fos cada vegada més suïcida va ser el desenvolupament d'armes de foc cada vegada de major poder a mitjan segle xix. Quan va començar la Guerra Civil Americana, el 1861, es va lluitar amb les mateixes tàctiques utilitzades en l'època de Napoleó. Quan la guerra arribava al seu final el 1865, s'havia convertit en una premonició de la Primera Guerra Mundial, amb trinxeres, armes de tir ràpid (antecessores de les metralladores), fortificacions de camp i baixes massives. La batalla de Petersburg, propera al final de la guerra, amb les seves trinxeres i formacions estàtiques, contrasta amb les primeres batalles com ara la primera batalla de Bull Run, on les maniobres encara eren possibles. Les famoses càrregues de cavalleria, com la càrrega de Pickett en la batalla de Gettysburg, van demostrar la inutilitat d'un assalt directe contra una línia enemiga ben col·locada.
Hi va haver diversos factors per al canvi en la forma de fer la guerra. En primer lloc, la gran proliferació de rifles, que a l'època es fabricaven a milers. Aquests eren efectius al doble de distància que els rifles de l'era napoleònica, i eren capaços de matar una persona a una distància d'1 km. A més, permetien al tirador mantenir-se a cobert en una trinxera o darrere d'algun obstacle improvisat per a poder disparar a un cos d'atacants des d'una distància molt més gran que abans; així, els atacants eren incapaços de travessar prou ràpidament la zona d'escombrada dels rifles sense incórrer en un nombre prohibitiu de baixes. Cap a la dècada de 1850, l'adopció de la bala Minié permeté que els rifles fossin encara més letals. D'altra banda cal considerar la persistència en les tàctiques en columna de les Guerres Napoleòniques, que incrementaven les baixes. Només en acabar-se la guerra es va corregir aquest error tàctic de forma generalitzada, disposant les tropes en formacions obertes. Per això, es van anar adoptant dues respostes defensives a l'increment en el poder de foc: la cobertura i la dispersió. Una tercera resposta, l'armadura o el blindatge, no era una opció vàlida contra les noves armes i no ho seria fins a la invenció dels vehicles blindats. Finalment l'opció d'augmentar la velocitat, per poder travessar la zona d'escombrada, tampoc no ho seria fins després de la Primera Guerra Mundial.
També van influir altres factors que van anar apareixent després de la Guerra Civil Americana. El primer va ser el desenvolupament del filferro de punxes (inventat el 1874), que en si mateix no causava un gran dany però que podia alentir de forma crucial a una força d'atac, i permetre als defensors amb metralladores situades estratègicament, infligir greus pèrdues a l'enemic. La segona va ser la millora de l'artilleria que, des de l'aparició de la pólvora fins al desenvolupament de la guerra de trinxeres, s'havia convertit en la major causa de baixes en una guerra; posteriorment va ser suplantada, només breument, pel rifle. Amb el desenvolupament dels canons de retrocàrrega d'acer per Krupp, es va recuperar gran part de la seva potència, tal com es va demostrar durant la Guerra Francoprussiana de 1870-1871. En tercer lloc hi ha la introducció de les bales explosives i, finalment, els mecanismes hidràulics de recul, inventats pels francesos al canó de camp de 75 mm de 1897, que van incrementar significativament la velocitat de tret i la precisió. Aquests canvis van incrementar l'efectivitat de l'artilleria fins a un grau inimaginable en la dècada de 1870. Es va crear una zona entre l'atacant i el defensor, la terra de ningú, massa letal per creuar-lo.

## Primera Guerra Mundial

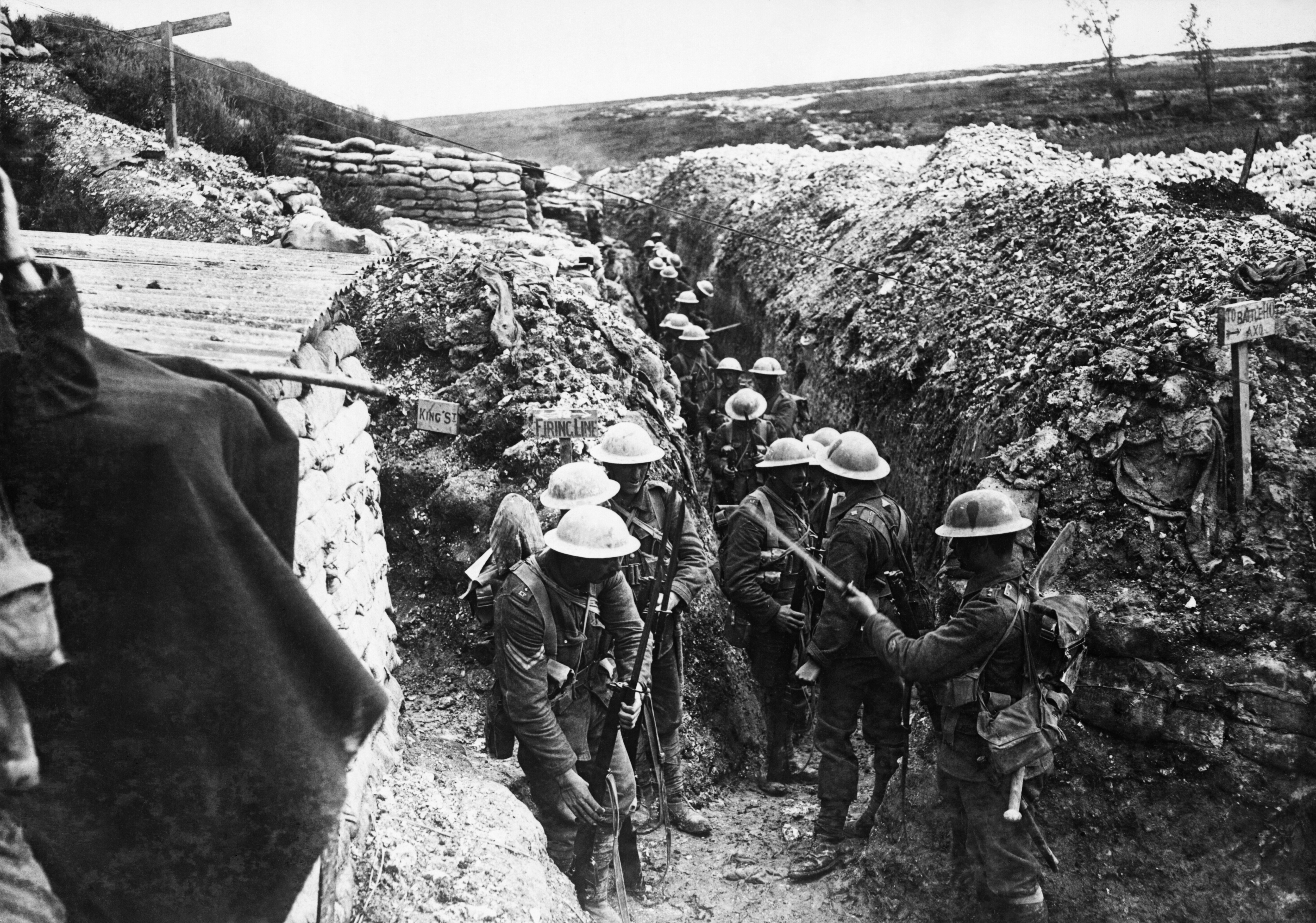
Trinxera de comunicació a prop de Beaumont Hamel, durant la batalla del Somme (juliol de 1916).

Encara que la tecnologia i els exèrcits de reclutes havien canviat dramàticament la naturalesa de la guerra, la majoria dels exèrcits encara no s'havien adonat de les implicacions dels canvis. Al començament de la Primera Guerra Mundial, la majoria dels exèrcits es van preparar per a una guerra breu, amb tàctiques i estratègies no gaire diferents a les usades en temps de Napoleó, malgrat les experiències de la Guerra Civil Americana i la Guerra Russojaponesa.
Tanmateix, quan va començar la guerra, els alemanys i els francesos i britànics aviat van percebre que amb les armes modernes, qualsevol lloc podia ser fàcilment defensat per un grapat d'homes d'infanteria. Com que atacar frontalment suposava una quantitat de pèrdues inacceptable, era essencial una operació de desbordament pels flancs. Després de la batalla de l'Aisne el setembre de 1914, es van intentar una sèrie de maniobres de flanqueig, i ampliació de les línies de defensa fortificades per superar les del contrari, en un conjunt d'atacs i contraatacs que es va conèixer com la cursa cap al mar. Els dos bàndols van cavar el que essencialment era un parell de trinxeres des de la frontera suïssa fins al mar del Nord, a la costa de Bèlgica. En aquest moment es va establir una situació estàtica, la màxima expressió de la guerra de trinxeres, que va prevaler al front occidental des del setembre de 1914 fins que els alemanys van llançar l'Operació Michael, el 21 de març de 1918. Als altres fronts de la guerra també es donaren episodis perllongats de guerra de trinxeres, però mai van arribar a la complexitat i sofisticació de la situació al front occidental.
Al front occidental, les petites i improvisades trinxeres dels primers mesos aviat van començar a créixer en profunditat i complexitat, i gradualment es crearen vastes àrees defensives interconnectades. L'espai entre les trinxeres, la terra de ningú, variava en distància en funció del camp de batalla. Al front oriental i a l'Orient Mitjà, les àrees a cobrir eren tan grans i les distàncies als subministraments eren tan llargues, que la guerra de trinxeres no es va generalitzar. Als Alps la guerra de trinxeres al front italià va arribar a estendre's en vertical, en grans desnivells a les muntanyes, fins a altures de 3.900 metres. La gestió i els perfils de les trinxeres van haver d'adaptar-se al terreny escarpat, a les roques i al clima. Alguns sistemes de trinxeres es van arribar a construir en glaceres, com les d'Adamello-Presanella o les de Marmolada als Dolomites.

### Estructura de les trinxeres

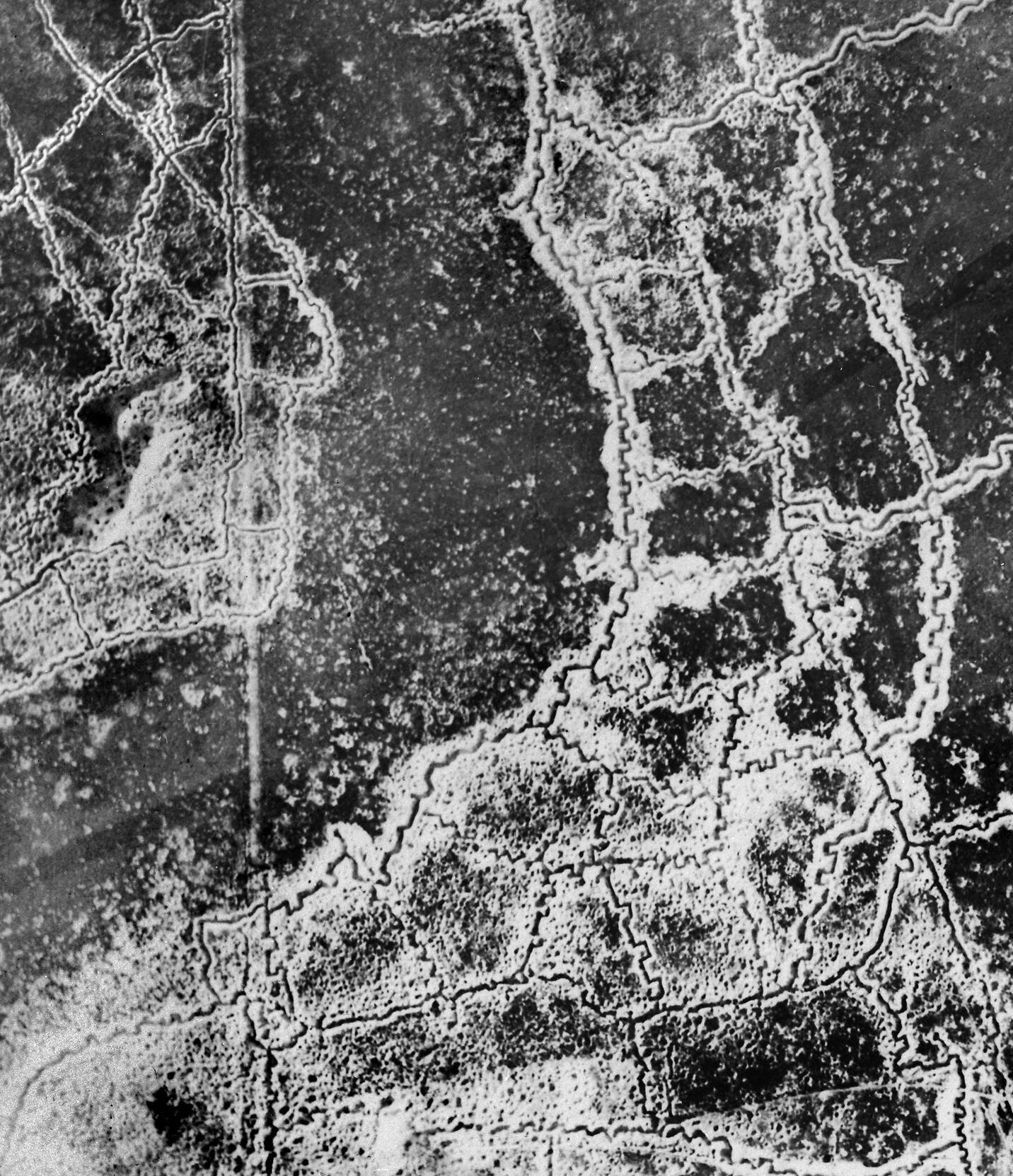
Vista aèria dels sistemes de trinxeres entre Loos i Hulluch el juliol de 1917. Les trinxeres alemanyes són a la dreta i a baix, les britàniques a l'esquerra i a dalt; entreming es pot veure la terra de ningú.

Al cap de poc de començar la guerra, l'estratègia defensiva britànica va suggerir un sistema principal de trinxeres de tres línies paral·leles amb cada línia connectada per trinxeres de comunicació. El punt en el qual una trinxera de comunicació feia intersecció amb la trinxera frontal era d'una importància crítica, i normalment es trobava fortament fortificat. La trinxera frontal tenia una guarnició lleugera, i normalment només estava ocupada per les tropes de guàrdia a trenc d'alba i al capvespre. Entre 80 i 100 metres més allunyada es trobava la trinxera de suport, que seria a la que la guarnició retrocediria en el cas que la trinxera frontal fos bombardejada. Entre 300 i 500 metres més enrere es trobava la tercera trinxera de reserva, on les tropes de reserva es podien ajuntar per a un contraatac si les trinxeres frontals eren capturades. Aquest sistema defensiu aviat es va tornar obsolet, a mesura que el poder de l'artilleria va anar creixent. Tanmateix, en alguns sectors del front, la trinxera de suport es va mantenir com a cimbell per atreure el foc enemic lluny de les línies frontals i de reserva. S'encenien focs per fer-la semblar habitada i els danys produïts per les bombes eren reparats immediatament.
També es construïen trinxeres temporals. Quan es planejava un atac a gran escala, es cavaven trinxeres de reunió a prop de la trinxera frontal. Servien com a refugi a les onades de tropes atacants que seguirien a les primeres que deixaven la trinxera frontal. També es cavaven rases en direcció a la terra de ningú amb diversos propòsits, com connectar la trinxera frontal amb un punt d'escolta a prop del filferro de punxes enemic, o servir d'una zona d'atac avançat per a un atac per sorpresa. Quan un costat de la línia frontal es corbava cap a l'enemic, es formava un sortint, una zona vulnerable, ja que podia ser atacada des de diversos flancs. La línia còncava davant d'un sortint es denominava reentrada.
Darrere del sistema frontal de trinxeres hi havia habitualment almenys dos sistemes de trinxeres preparats, com a mínim, parcialment. Els alemanys sovint preparaven múltiples sistemes de trinxeres redundants. El 1916, el seu front a la zona del Somme mostrava dos sistemes complets de trinxeres, separats un quilòmetre l'un de l'altre, amb un tercer sistema parcialment complet un altre quilòmetre més enrere. Aquesta duplicitat feia que fos virtualment impossible travessar les fortificacions. En el cas que la secció del primer sistema de trinxeres fos capturada, es cavaria una trinxera de comunicació per connectar el segon sistema amb la part del primer que encara estigués sota control.
Els alemanys van perfeccionar considerablement el disseny i construcció de defenses. Utilitzaven formigó armat per construir punts estratègics, així com refugis profunds, ventilats i a prova de bombes. Estaven més disposats que els seus enemics a fer una retirada estratègica a una posició millor preparada defensivament. També van ser els primers a aplicar el concepte de defensa en profunditat o Eingreifentaktik, on les línies frontals tenien centenars de metres d'amplada i contenien una sèrie de punts avançats en lloc d'una trinxera contínua. Cada punt avançat podia donar foc de suport als seus veïns i, si bé els atacants tenien llibertat de moviment entre els punts avançats, estaven contínuament exposats al foc creuat contra ells. Els britànics van acabar adoptant un sistema semblant, però estava incomplet quan els alemanys van llançar la seva ofensiva de primavera o Kaiserschlacht el 1918, i va demostrar ser desastrosament inefectiu.